# Renate Holm

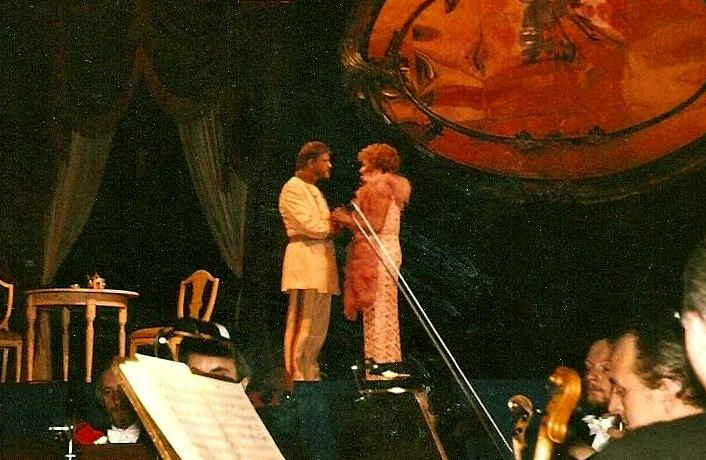
Land des Lächelns mit Renate Holm, Frankfurt am Main, 1985

Renate Holm (* 10. August 1931 in Berlin; † 21. April 2022 in Wien, eigentlich Renate Franke, verheiratete Renate Haase) war eine deutsch-österreichische Opernsängerin (Lyrischer Sopran, Koloratursopran) und Schauspielerin.

## Leben
Geboren als Renate Franke wuchs Renate Holm in Berlin auf. Inspiriert durch eine Verfilmung von Puccinis Madama Butterfly mit Maria Cebotari fasste sie als Zwölfjährige den Vorsatz, Opernsängerin zu werden. Sie und ihre Mutter wurden aus dem zerbombten Berlin in den Spreewald evakuiert. Dort verbrachte sie ihre Jugend in Ragow, wo ihre Mutter Bürgermeisterin und Standesbeamtin war, und in Lübben, wo sie dem Schul- und Kirchenchor angehörte und die Paul-Gerhardt-Schule besuchte. Sie arbeitete zunächst als Zahnarzthelferin, um das Geld für die Gesangsausbildung zu verdienen. Sie studierte privat bei Maria Ivogün, Waltraud Waldeck und Maria Hittorf. Ihre Mutter meldete sie zum Gesangswettbewerb beim Rundfunksender RIAS an, bei dem sie souverän den ersten Platz belegte. Seitdem nannte sie sich Renate Holm, da es eine Schlagersängerin namens Renée Franke gab, was zu Verwechslungen führte.
Sie wirkte in mehreren Musik- und Heimatfilmen mit und erreichte damit erhebliche Popularität; Operettenaufnahmen und Rundfunkauftritte trugen wesentlich zu ihrer Bekanntheit bei. 1957 wurde sie von Hubert Marischka an die Wiener Volksoper engagiert und debütierte als Helene in Oscar Straus’ Walzertraum. Sie verdiente damals 300 Mark im Monat. Der große Durchbruch gelang ihr mit ihrem Wechsel zur Wiener Staatsoper im Jahr 1961, deren Ensemble sie von 1964 bis 1991 angehörte. Unter der Leitung von Herbert von Karajan stand sie u. a. mit Luciano Pavarotti und Mirella Freni in La Bohème auf der Bühne der Salzburger Osterfestspiele. Sie sang in fast allen Opernhäusern der Welt. Zu ihren häufigsten Gesangspartnern zählten Rudolf Schock, Fritz Wunderlich, Hermann Prey sowie Peter Minich. Besonders bekannt wurde sie als Adele in der Fledermaus-Verfilmung von Otto Schenk, die mehrere Jahre zu Silvester im ORF lief.
Ihre künstlerische Tätigkeit währte über 50 Jahre, die ganze Zeit hindurch hielt sie der Wiener Staats- und Volksoper die Treue. Jahrzehnte lebte Renate Holm in Österreich; 1971 wurde sie zur österreichischen Kammersängerin ernannt (Antrag: Wiener Staatsoper). Ihr Repertoire reichte von den Meistern der Opernliteratur bis zum modernen Musiktheater, von der Operette bis zum konzertanten Arien- und Liedgesang. Eine ihrer Spezialitäten war das künstlerische Wienerlied. Ihre Operettenaufnahmen entstanden nicht nur für Plattenproduzenten wie EMI, Decca und Polydor, sondern auch für den Rundfunk. Vor allem im WDR Köln kamen mit dem Dirigenten Franz Marszalek viele Aufnahmen zustande, darunter Raritäten wie Wenn Liebe erwacht von Eduard Künneke.
1986 und 1987 war sie auf Vorschlag von Gerhard Gutruf Präsidentin des Weinviertler Kultursommers (1982–1997) und leitete im Rahmen dieser Veranstaltungsreihe ihre ersten Gesangsseminare in der Schloßmühle in Altenmarkt im Thale.
Auch danach gab Holm noch viele Konzerte; sie trat bei Festivals auf (darunter die Elblandfestspiele Wittenberge) und spielte 2006 im Theater in der Josefstadt in Wien die Rolle der Viktoria in Mich hätten Sie sehen sollen (Premiere: 21. September 2006). Außerdem war sie eine international gefragte Gesangslehrerin. Holm war Vorsitzende der Fachjury des Internationalen Gesangswettbewerbes für Operette Jan Kiepura – Paul Lincke und stiftete den Renate-Holm-Operettenpreis der Europäischen Kulturwerkstatt (EKW). 2003 hatte sie die künstlerische Schirmherrschaft der Elblandfestspiele in Wittenberge (Deutschland) inne. 2007 wurde sie zur Vorsitzenden des Kuratoriums der Europäischen Kulturwerkstatt (EKW) Berlin-Wien berufen.
Sie lebte seit 1970 in Wien-Döbling und auch in ihrer im Jahr 1966 erworbenen 350 Jahre alten Wassermühle (Schlossmühle) im niederösterreichischen Altenmarkt im Thale. Dort finden seit Jahren kulturelle Veranstaltungen statt.
1965 ehelichte sie den Berliner Verleger Horst-Wolfgang Haase, mit dem sie sieben Jahre verheiratet war.
Sie starb 2022 im Alter von 90 Jahren in Wien und wurde auf dem dortigen Zentralfriedhof in einem Urnen-Ehrengrab der Stadt Wien in der Gruppe 33G, Nummer 18 beigesetzt.
Einen Großteil ihres Nachlasses vermachte sie dem Wiener Tierschutzverein, der diese Gegenstände an eine Auktionsplattform veräußerte.
2025 wurde in Wien-Döbling an der Kreuzung Felix-Mottl-Straße/Gustav-Tschermak-Gasse ein Platz nach ihr benannt.

## Auszeichnungen (Auswahl)
- 1971: Berufstitel Österreichische Kammersängerin
- 1985: Goldener Ehrenring der Wiener Staatsoper
- 1986: Ehrenmedaille der Bundeshauptstadt Wien in Gold (Verleihung: 25. September 1986, Übernahme: 18. Februar 1987)[10]
- 2001: Großes Ehrenzeichen des Landes Niederösterreich
- 2001: Goldenes Ehrenzeichen für Verdienste um das Land Wien (Verleihung: 22. Oktober 2001,[11] Übernahme: 3. April 2002[12]
- 2002: Österreichisches Ehrenkreuz für Wissenschaft und Kunst I. Klasse (Übernahme: 25. Oktober)
- 2007: Ehrenmitglied der Europäischen Kulturwerkstatt (EKW) Berlin – Wien
- 2002: Verdienstkreuz 1. Klasse des Verdienstordens der Bundesrepublik Deutschland
- 2006: Ehrenmitgliedschaft der Wiener Volksoper
- 2010: Berufstitel Professorin[13]
- 2011: Goldener Rathausmann der Stadt Wien (Zum 80. Geburtstag; Übernahme am 10. August 2011)[14]

## Filmografie
- 1953: Schlagerparade
- 1954: Große Star-Parade
- 1954: Fräulein vom Amt
- 1955: Wunschkonzert
- 1956: Wo die Lerche singt
- 1957: Schön ist die Welt
- 1957: Kein Auskommen mit dem Einkommen!
- 1957: Der Graf von Luxemburg
- 1958: Liebe, Mädchen und Soldaten
- 1959: The Dickie Henderson Half-Hour (Serie, 2. Staffel, 3. & 5. Folge)
- 1959: Corsari-Show (Folge vom 5. September 1959)
- 1960: Marina
- 1961: Der Bauer als Millionär
- 1963: Berlin-Melodie
- 1963: Die Entführung aus dem Serail
- 1966: Guten Abend...
- 1968: Der Vogelhändler
- 1972: Die Fledermaus (Verfilmung für das Fernsehen der gleichnamigen Operette)
- 1983: Der Waldbauernbub (Fernsehfilm)
- 1983: Waldheimat

## Publikationen
- Ein Leben nach Spielplan. edition q, Berlin 1991, ISBN 3-928024-44-2. (Autobiografie).
- Christine Dobretsberger: Was ich liebe, gibt mir Kraft. Bühnenstars aus Oper und Theater erzählen. U. a. mit Renate Holm im Interview, Styria Premium, Wien 2015, ISBN 978-3-222-13517-0.
- „Wer seiner Seele Flügel gibt...“ Mit Kunst das Leben meistern. Aufgezeichnet von Christine Dobretsberger. Amalthea Verlag, Wien, 2017, ISBN 978-3-99050-098-9 (Memoiren).